# Чемпионат Нигерии по баскетболу

## Общие сведения
Премьер-лига является сильнейшей баскетбольной лигой в Нигерии и одной из ведущих баскетбольных лиг в Африке. Она была основана в 1975 году и с тех пор значительно развилась, привлекая талантливых игроков как из Нигерии, так и из-за рубежа. Лига структурирована на несколько конференций, которые делятся на команды, соревнующиеся за звание чемпиона страны.

## Участники сезона 2010—2011
В сезоне 2010—2011 Премьер-лига Нигерии была разделена на две конференции: Атлантическую конференцию и Саванну. В каждой из конференций принимали участие следующие команды:

#### Атлантическая конференция
- Дельта Форс
- Додан Уорриорз
- Лагос Айлендерс
- Полис Батон (Лагос)
- Роял Хупперс
- Чериотс
- Эбун Кометс (Лагос)
- Юнион Банк (Лагос)

#### Конференция Саванна
- Баучи Нетс
- Йелва Хоукс
- Када Старс
- Кано Пилларс
- Нигер Поттерс
- Нигерия Иммигрэйшн
- Плато Пикс
- Тапгун Рокетс

## Современное состояние
На уровне 2024 года Премьер-лига Нигерии продолжает развиваться и привлекать внимание аудитории как внутри страны, так и за её пределами. Лига сталкивается с рядом вызовов, включая недостаточное финансирование, инфраструктурные проблемы и конкуренцию со стороны других спортивных дисциплин. Несмотря на это, лига остаётся важной платформой для развития баскетбольных талантов.
В последние годы наблюдается также рост интереса к баскетболу в Нигерии, что связано с успехами национальной сборной на международной арене, включая участие в Олимпийских играх и чемпионатах мира. Нигерийский баскетбол привлекает внимание скаутов и компаний по всему миру, что открывает возможности для игроков выступать в зарубежных лигах.

## Наиболее успешные клубы
Некоторые клубы, такие как Кано Пилларс, Лагос Айлендерс и Додан Уорриорз, традиционно занимают лидирующие позиции в Премьер-лиге, выигрывая регулярные чемпионаты и кубки.

#### Статистика и достижения
- Кано Пилларс продолжает оставаться одной из самых успешных команд в истории Нигерийской Премьер-лиги по баскетболу. Команда выиграла титул чемпиона страны лишь несколько раз, среди которых указания зарегистрированы на 16 титулов (дата последнего чемпионства - 2019 год). Клуб также постоянно участвует в континентальных турнирах, представляя Нигерию на африканской арене.
- Лагос Айлендерс также является одной из наиболее известных и успешных команд в лиге, выигрывая титул национального чемпиона 6 раз. Несмотря на периодические трудности, команда остаётся популярной и привлекающей внимание зрителей, регулярно участвуя в соревнованиях на уровне Премьер-лиги.